# Dendrocitta formosae
La dendrogazza grigia (Dendrocitta formosae Swinhoe, 1863) è un uccello passeriforme appartenente alla famiglia Corvidae.

## Etimologia
Il nome scientifico della specie, formosae, significa "di Formosa" in latino, e rappresenta una sineddoche dell'areale di questi uccelli.

## Descrizione

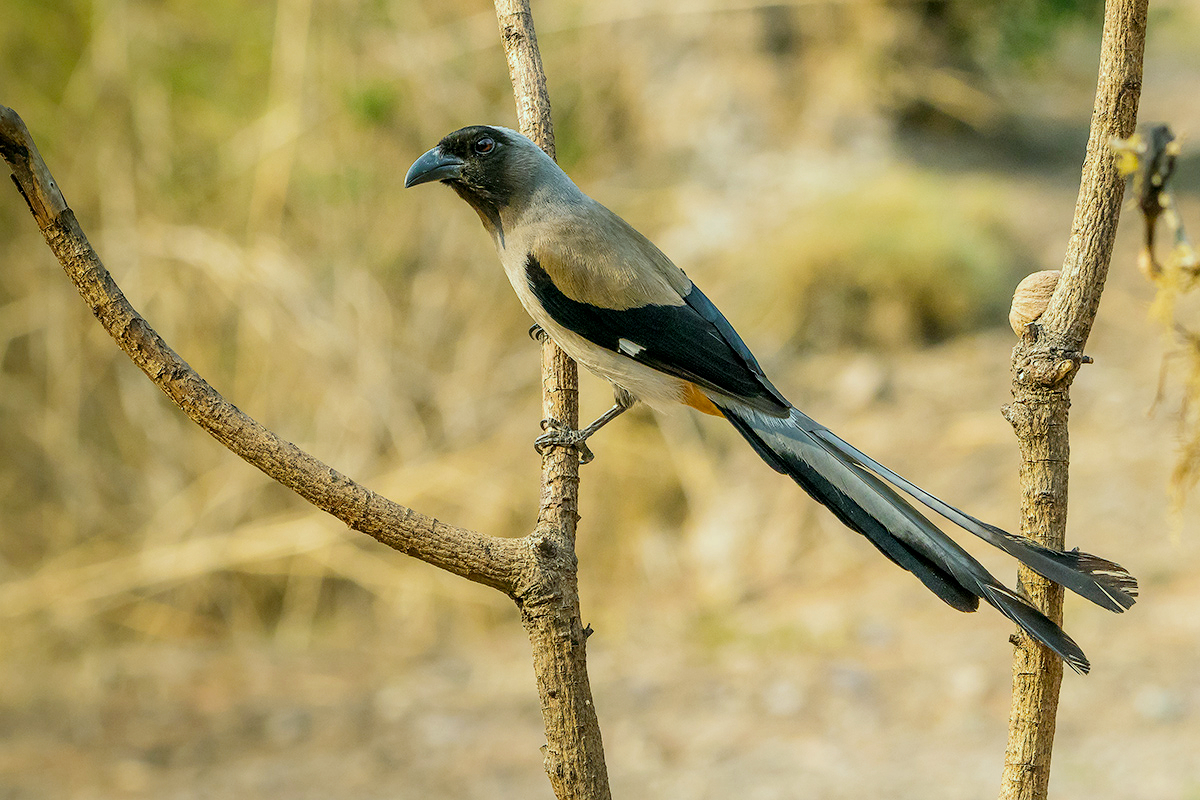
Esemplare nel distretto di Nainital.

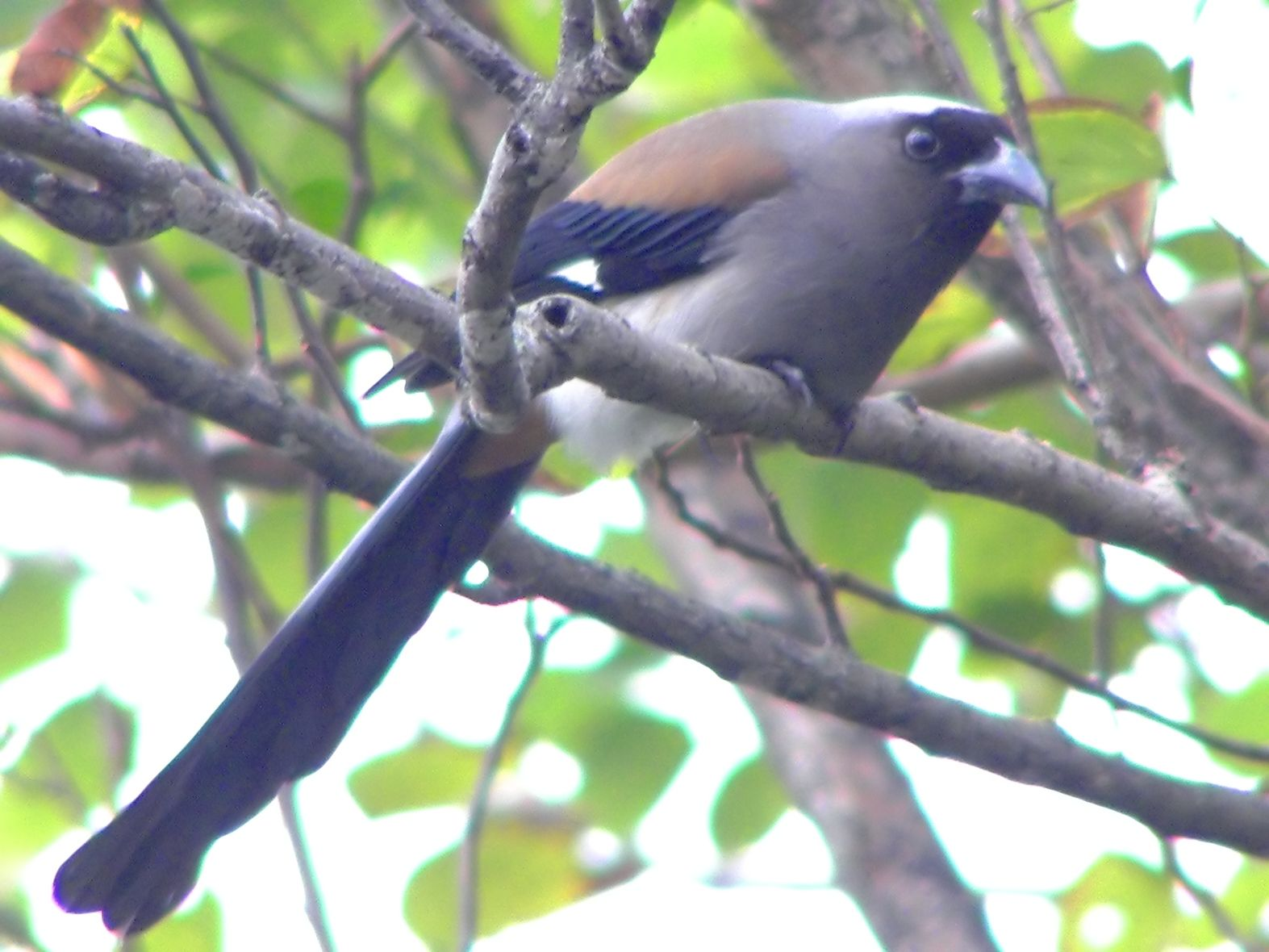
Esemplare a Taipei.

### Dimensioni
Misura 36-40 cm di lunghezza, per 89-121 g di peso.

### Aspetto
Si tratta di uccelli dall'aspetto robusto, muniti di testa arrotondata, becco conico forte e visibilmente ricurvo verso il basso, forti zampe, ali digitate e lunga coda rettangolare.
Il piumaggio è di un caldo color bruno scuro su fronte, sopracciglia, faccia e gola, che si schiarisce in bruno-pesca su guance, collo, petto e dorso, diluendosi ulteriormente in un grigio-rosato su ventre e groppa, mentre il sottocoda è di color bruno-arancio ed il codione è bianco-argenteo: anche vertice, nuca, spalle e lati del collo sono di questo colore, mentre le remiganti e le copritrici primarie sono nere (le prime con presenza di una banda bianca), con orlo tendente al bluastro. La coda è completamente nera nelle sottospecie orientali (tranne che nella nominale, che presenta colorazione caudale simile a quella osservabile nelle sottospecie occidentali), con riflessi color cannella, mentre in quelle occidentali le lunghe penne centrali presentano metà basale bianco-grigiastra.
Il becco e le zampe sono di colore nerastro, mentre gli occhi sono di colore bruno-rossiccio.

## Biologia
Si tratta di uccelli dalle abitudini di vita prettamente diurne, attivi soprattutto al mattino, quando si muovono in gruppetti (non di rado in associazione con altre specie dalle abitudini di vita simili, come il garrulo golabianca) fra i rami degli alberi alla ricerca di cibo, scendendo molto raramente al suolo.
La dendrogazza grigia, similmente alle altre gazze, è un uccello molto rumoroso e ciarliero: i vari esemplari di un gruppo si tengono in contatto vocale fra loro in maniera quasi incessante, mediante una serie di richiami che vanno da aspri gracchi d'allarme fino a fischi melodiosi, passando attraverso dei gracchi sibilanti vagamente simili a quelli delle ghiandaie.

### Alimentazione

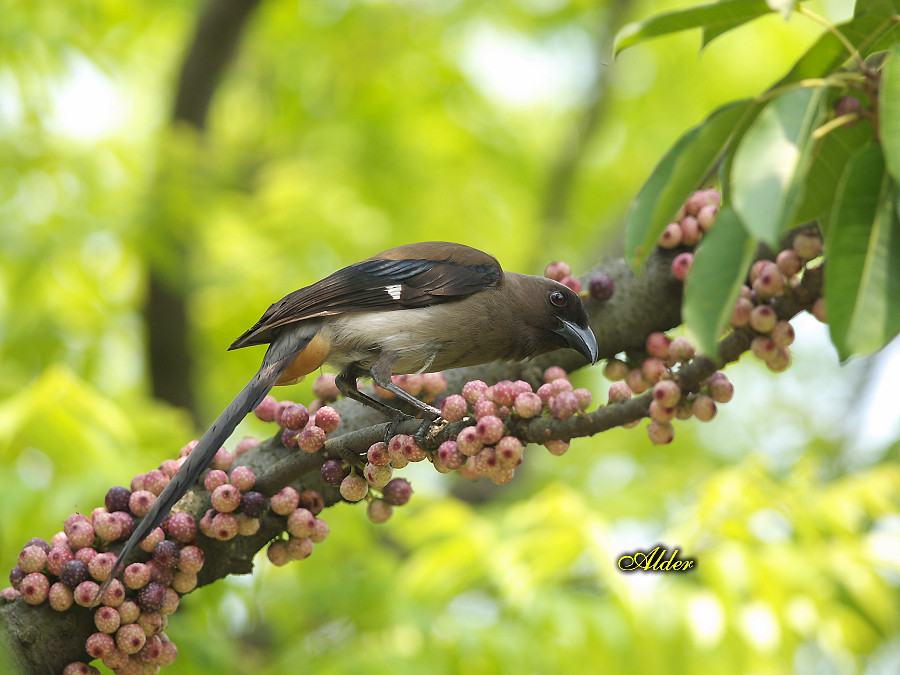
Esemplare si alimenta di fichi.

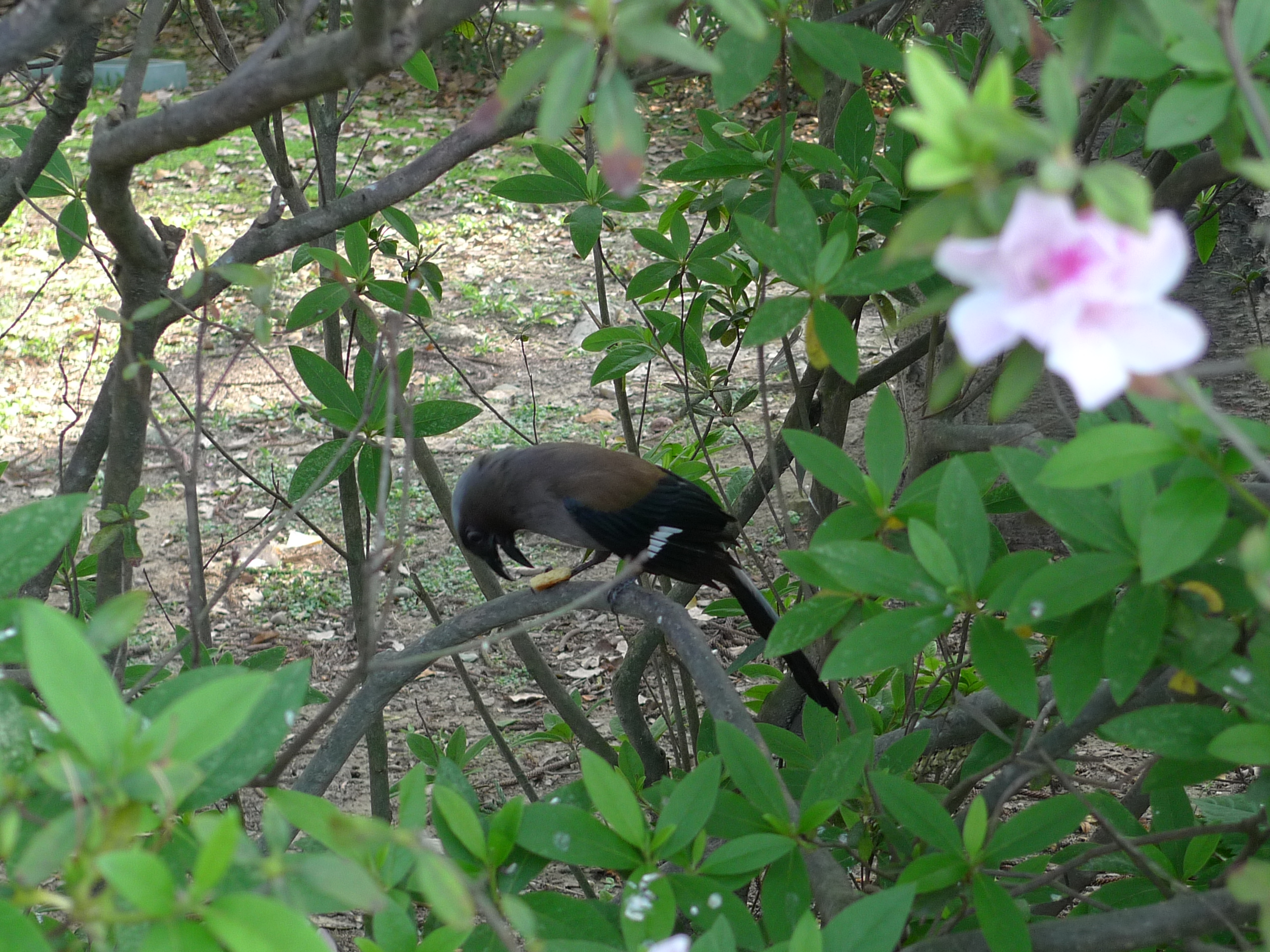
Esemplare mangia un insetto.

La dendrogazza grigia è un uccello virtualmente onnivoro, che si nutre sia di alimenti di origine vegetale (bacche, frutta matura, granaglie) che di origine animale (insetti ed altri invertebrati, larve, uova e nidiacei reperiti saccheggiando i nidi, topolini, lucertole, piccoli serpenti, rane, carne reperita da carcasse e frugando nella spazzatura), con netta preponderanza della seconda componente sulla prima.

### Riproduzione
Si tratta di uccelli rigidamente monogami, la cui stagione degli amori segue a breve giro di posta la stagione delle piogge, andando generalmente da aprile a luglio.
Ambedue i sessi collaborano nella costruzione del nido, che consiste in una coppa grossolana fatta di rametti e fibre vegetali intrecciate fra le fronde di un albero: al suo interno, la femmina depone 3-5 uova azzurrine con maculatura bruno-grigiastra, che provvede a covare da sola (col maschio che tuttavia rimane nei pressi del nido a guardia della compagna, per la quale reperisce inoltre il cibo) per una ventina di giorni.

I pulli schiudono ciechi ed implumi: essi vengono imbeccati e accuditi da entrambi i genitori, ed in tal modo sono pronti per l'involo a circa tre settimane dalla schiusa, rendendosi indipendenti a una quarantina di giorni di vita.

## Distribuzione e habitat

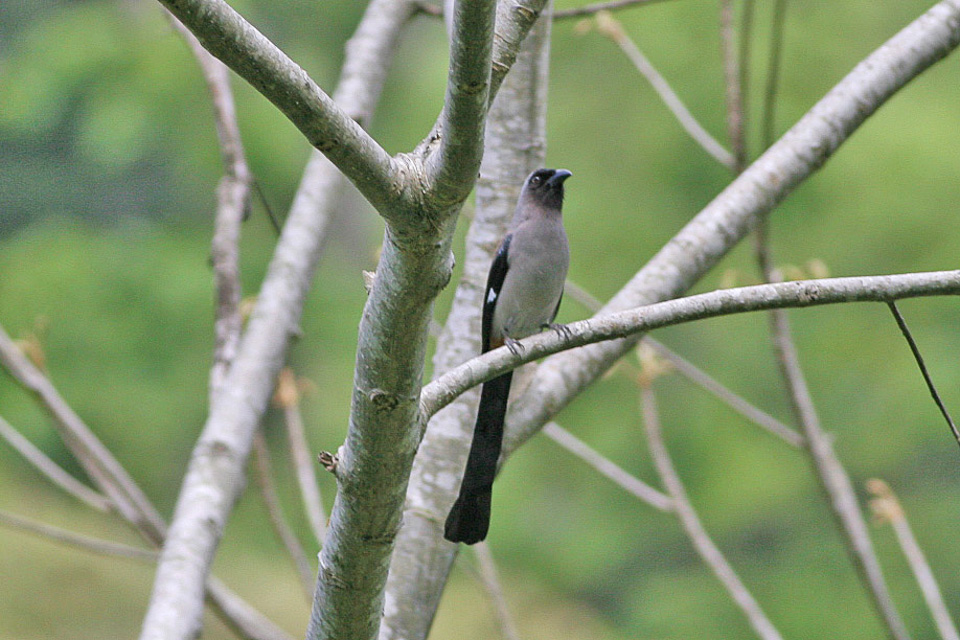
Esemplare nel Bhutan.

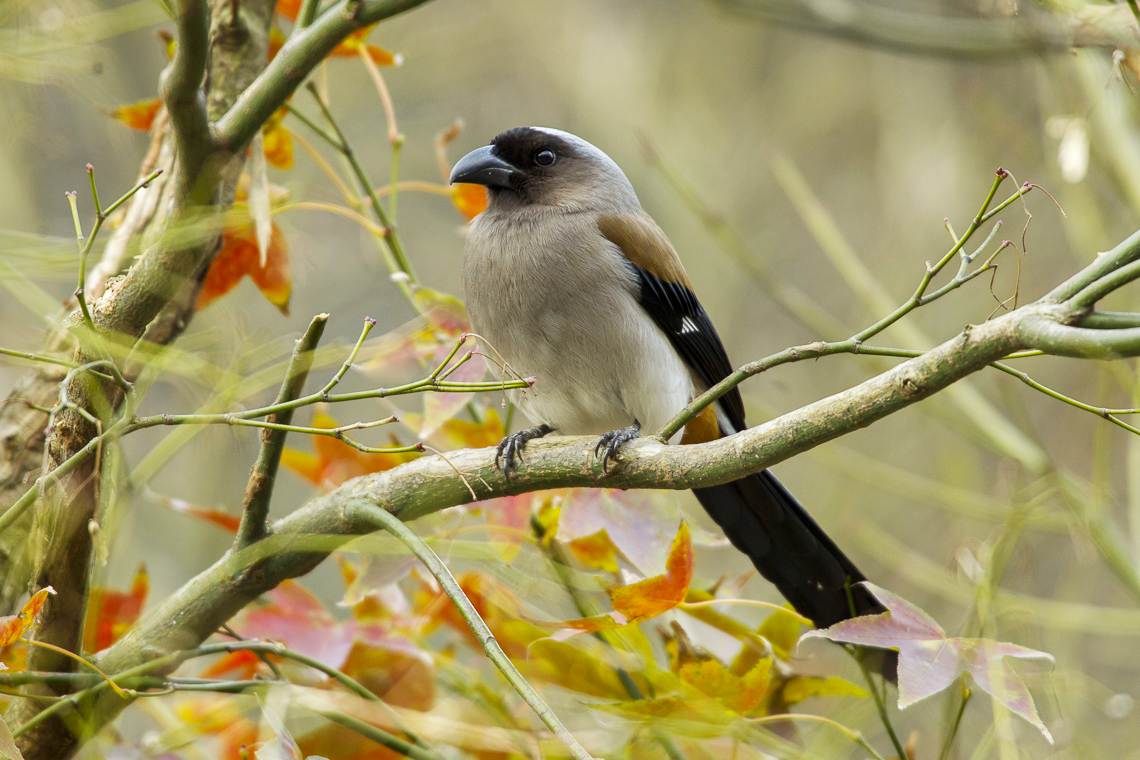
Esemplare a Taiwan.

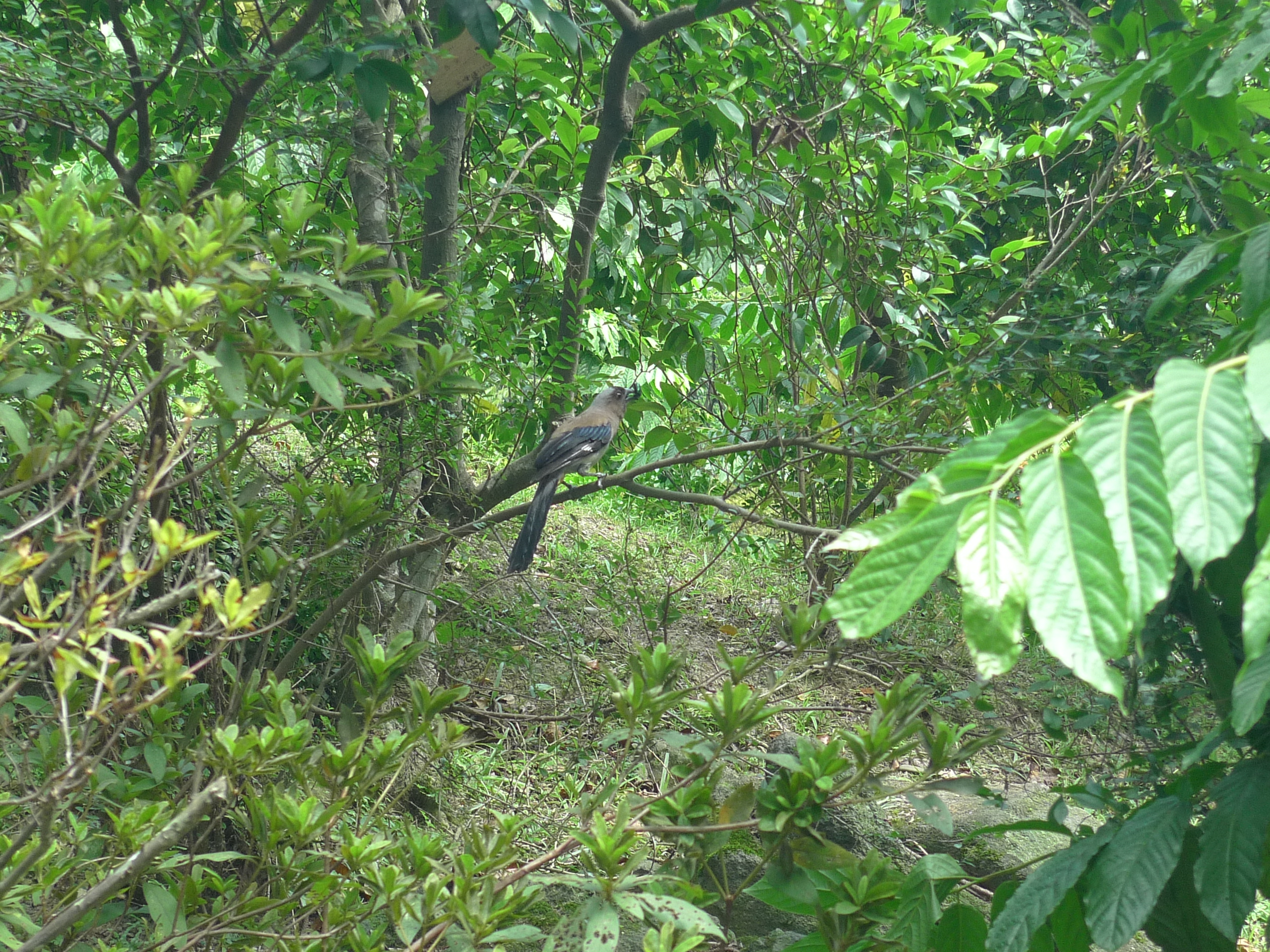
Esemplare in natura.

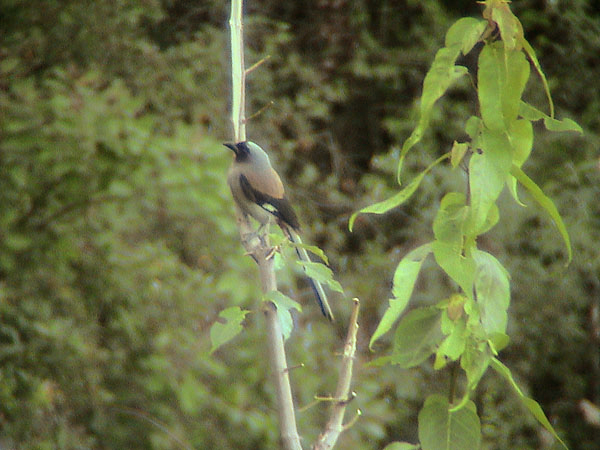
Esemplare nell'Uttarakhand.

La dendrogazza grigia occupa un areale piuttosto vasto, il quale va dall'area di Murri (nell'estremo nord del Punjab Pakistano) a Shanghai, attraverso Kashmir, Himachal Pradesh, Uttarakhand, Nepal, Sikkim, Bhutan, Bangladesh, Assam e Cina centrale e orientale, mentre a sud questi uccelli si spingono fino in Indocina settentrionale attraverso Birmania centrale e settentrionale, Thailandia settentrionale, Laos centro-settentrionale e Vietnam centro-settentrionale (Tonchino e nord dell'Annam): è inoltre possibile osservare questi animali anche a Taiwan e ad Hainan, mentre una popolazione disgiunta (corrispondente a una sottospecie a sé) popola l'India centro-orientale (Ghati orientali, fra Andhra Pradesh e Odisha).

Si tratta di uccelli residenti, che non effettuano spostamenti rilevanti all'interno del loro areale di diffusione: le popolazioni montane possono scendere di quota in autunno, per sfuggire ai rigori invernali dell'alta quota.
L'habitat di questi uccelli è rappresentato dalla foresta pedemontana e montana, sia decidua (in particolare le aree a prevalenza di querce e rododendri) che sempreverde, fra i 400 e i 2400 m (sebbene specialmente nel nord-est del proprio areale raramente la si osservi sopra i 1200 m) di quota: la dendrogazza grigia popola sia le aree di foresta primaria che secondaria, oltre alle macchi dei bambù, spingendosi senza grosso timore anche nelle coltivazioni e negli ambienti antropizzati con sufficiente copertura vegetale arborea.

## Tassonomia
Se ne riconoscono otto sottospecie:

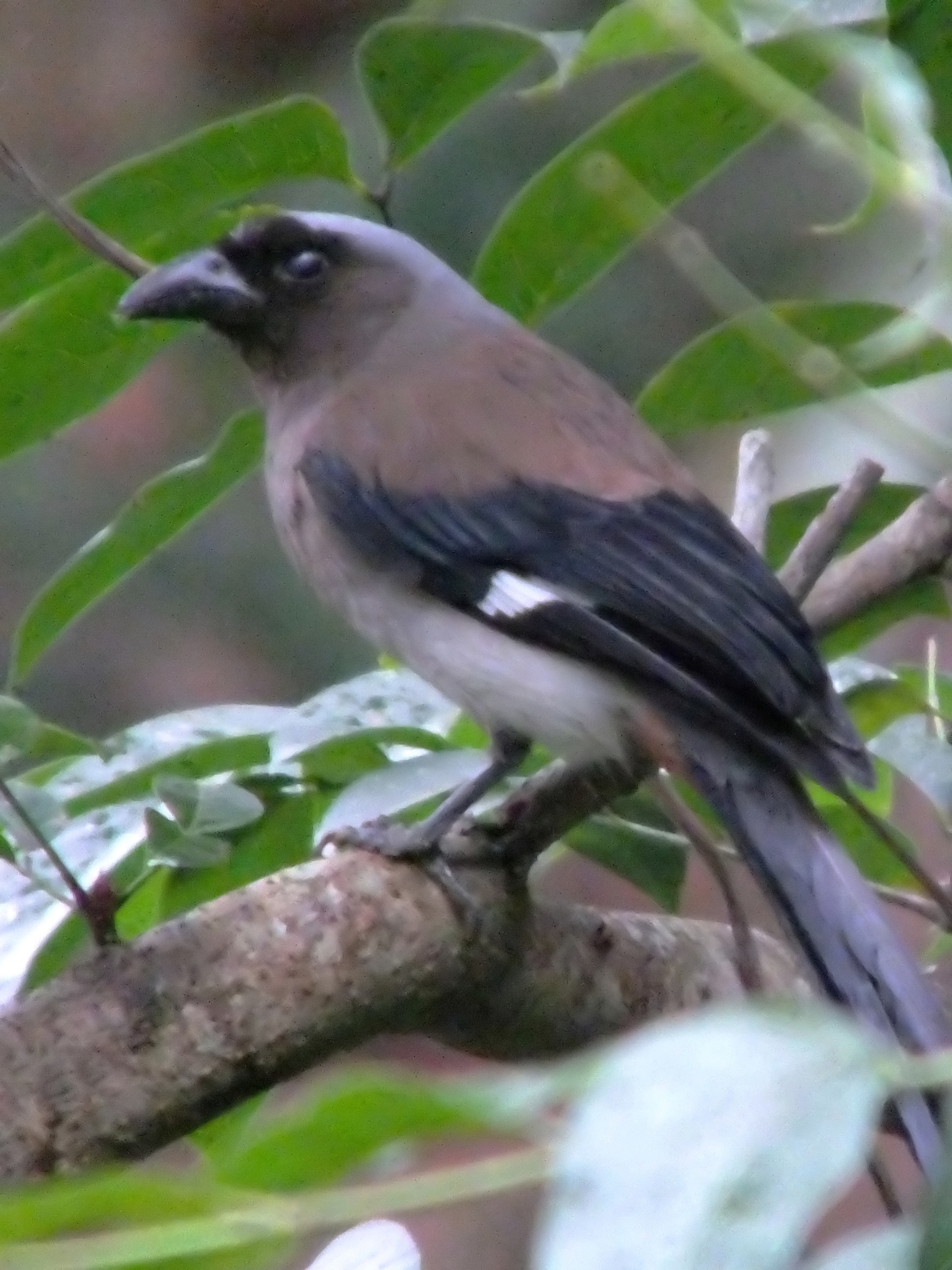
Esemplare della sottospecie nominale a Taiwan.

- Dendrocitta formosae occidentalis Ticehurst, 1925 - diffusa nella porzione occidentale dell'areale occupato dalla specie, dal Pakistan al Nepal occidentale;
- Dendrocitta formosae himalayana Jerdon, 1864 - diffusa dal Nepal allo Yunnan meridionale e da lì a sud fino all'Annam centro-settentrionale;
- Dendrocitta formosae sarkari Kinnear & Whistler, 1930 - endemica dei Ghati orientali;
- Dendrocitta formosae assimilis Hume, 1877 - diffusa in Birmania centro-meridionale e in Thailandia;
- Dendrocitta formosae sinica Stresemann, 1913 - diffusa nella porzione orientale dell'areale occupato dalla specie, dalla Cina orientale al nord del Tonchino;
- Dendrocitta formosae sapiens (Deignan, 1955) - endemica del Sichuan centrale;
- Dendrocitta formosae formosae Swinhoe, 1863 - la sottospecie nominale, endemica di Taiwan;
- Dendrocitta formosae insulae Hartert, 1910 - endemica di Hainan;

Alcuni autori riconoscerebbero inoltre una sottospecie intermedia del Tonchino occidentale, mentre altri accorperebbero la sottospecie sarkari a himalayana o addirittura l'intera specie alle affini D. occipitalis e D. cinerascens, a formare una superspecie.

Le sottospecie sono differenziabili in due gruppi, uno occidentale più grande e scuro (ma con coda chiara) ed uno orientale più piccolo e tendente al bruno, con coda scura: i due gruppi differiscono inoltre fra loro a livello di vocalizzazioni, e sono necessari ulteriori studi di carattere molecolare per verificare se ciò corrisponde ad una distanza genetica.